# Sykes-Picot-Abkommen

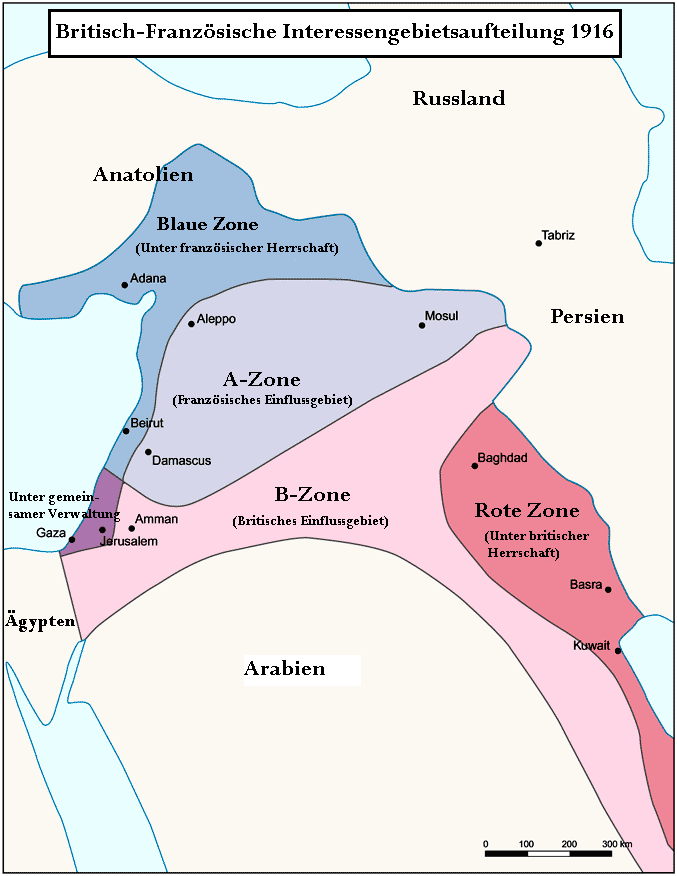
Karte der im Sykes-Picot-Abkommen vereinbarten Einflusssphären

Das Sykes-Picot-Abkommen vom 16. Mai 1916 war eine geheime Übereinkunft zwischen den Regierungen Großbritanniens und Frankreichs, durch die deren koloniale Interessengebiete im Nahen Osten nach der erwarteten Niederlage des Osmanischen Reiches im Ersten Weltkrieg festgelegt wurden. Die arabischen Provinzen des Osmanischen Reiches wurden in vier permanente Einflusszonen aufgeteilt.
Das Abkommen wurde im November 1915 von dem französischen Diplomaten François Georges-Picot und dem britischen Diplomaten Mark Sykes ausgehandelt. Am 3. Januar 1916 wurde ein Entwurf vereinbart, daher wird auch dieses Datum alternativ zum 16. Mai 1916, an dem das Abkommen offiziell geschlossen wurde, genannt. Picot war der deutlich erfahrenere Verhandlungspartner und verstand es, für Frankreich weit mehr als erwartet zu erreichen (militärisch engagiert war an der Sinai- und Palästinafront im Nahen Osten primär die britische Seite).

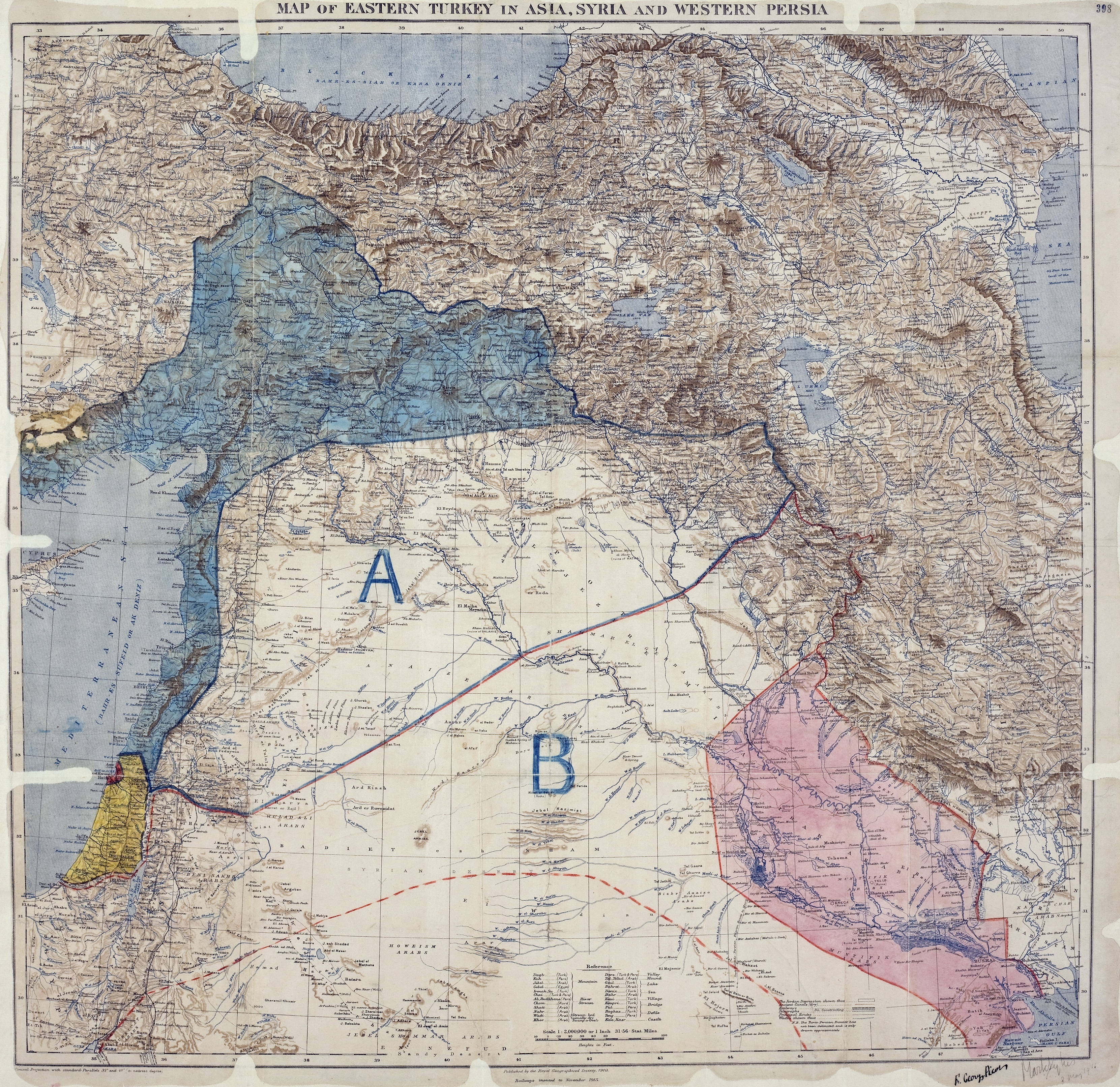
Originalkarte vom 8. Mai 1916 mit den Unterschriften der Beteiligten

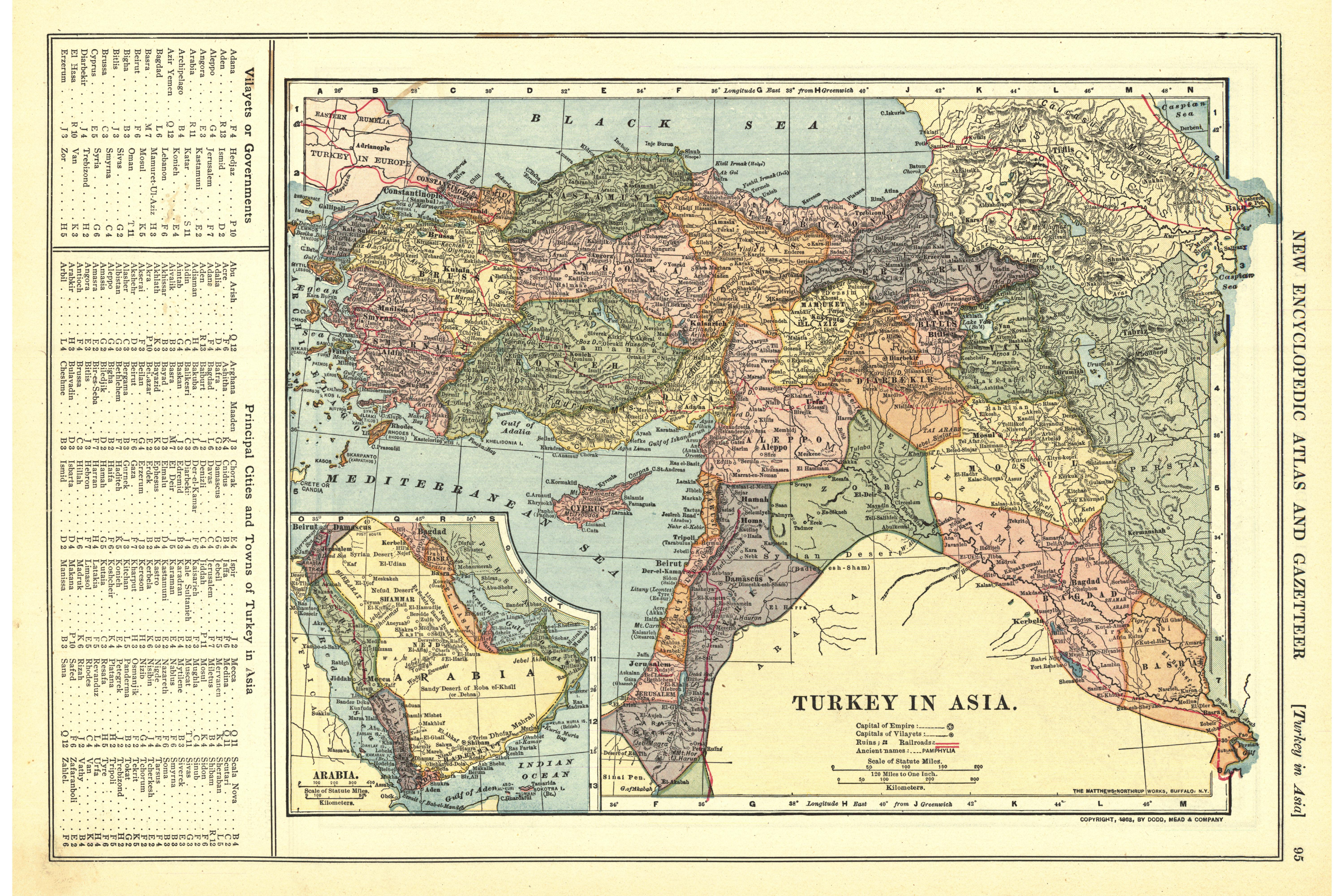
Provinzen im Osmanischen Reich 1909. Nach dem Sykes-Picot-Abkommen wurden je drei Provinzen vereinigt, aus denen später die Staaten Irak und Syrien hervorgingen.

## Inhalt
Großbritannien wurde die Vorherrschaft über ein Gebiet zuerkannt, das insgesamt etwa dem heutigen Jordanien, dem Irak und dem Gebiet um Haifa entspricht. Frankreich sollte die Herrschaft über die Südost-Türkei, den Nordirak, Syrien und den Libanon übernehmen. Jedes Land konnte die Staatsgrenzen innerhalb seiner Einflusszone frei bestimmen.
Mit Ausnahme Haifas, das Großbritannien zugedacht war, sollte Palästina unter internationale Verwaltung gestellt werden. Dieses Gebiet, über dessen genaue Ausdehnung in der Folge heftige Kontroversen geführt werden sollten, hatte folgende Grenzen:
- Im Süden: eine West-Ost-Linie, beginnend auf etwa der halben Strecke von Dair al-Balah nach Gaza bis zum Toten Meer, nördlich von Be’er Scheva und südlich von Hebron.
- Im Osten: vom Toten Meer den Fluss Jordan entlang zum See Genezareth und einige Meilen nördlich des Sees.
- Im Norden: im Anschluss an die Ostgrenze eine Linie in westnordwestlicher Richtung, die fast an den Süden von Safed reicht und etwa in der Mitte zwischen Haifa und Tyros auf das Meer stößt.
- Im Westen: das Mittelmeer.

Das Sykes-Picot-Abkommen stand inhaltlich im Widerspruch zur Hussein-McMahon-Korrespondenz der Jahre 1915/16. Während in der Korrespondenz den Arabern die Unterstützung Großbritanniens im Falle einer Revolte gegen das Osmanische Reich zugesagt und die Anerkennung einer anschließenden arabischen Unabhängigkeit in Aussicht gestellt worden war, teilten Frankreich und Großbritannien weite Teile des arabischen Territoriums unter sich auf. Allerdings enthielt auch das Sykes-Picot-Abkommen bereits im ersten Paragraphen den Hinweis, dass sowohl Frankreich als auch Großbritannien bereit seien, einen unabhängigen arabischen Staat in den mit A und B markierten Regionen der Landkarte anzuerkennen und zu schützen. Beide Staaten behielten sich aber in ihren Einflusssphären Privilegien vor.
Später wurde das Sykes-Picot-Abkommen erweitert, um Italien und Russland einzubinden. Russland sollte Armenien und Teile von Kurdistan erhalten, Italien einige ägäische Inseln (Dodekanes) und eine Einflusssphäre um Izmir in Südwest-Anatolien. Die italienische Präsenz in Kleinasien sowie die Aufteilung der arabischen Länder wurde im Vertrag von Sèvres im Jahre 1920 formell besiegelt. Diese Pläne wurden allerdings nicht umgesetzt. Mustafa Kemal Pascha, der spätere Atatürk, organisierte ab dem 19. Mai 1919 den politischen und militärischen Widerstand gegen diese Pläne. In diesem Kontext kam es zum Griechisch-Türkischen Krieg, der 1922 mit der Zurückschlagung der griechischen Invasion nach Kleinasien sowie dem Pogrom an der griechischen Bevölkerungsmehrheit in Smyrna (Izmir) am 9. September 1922 endete. Im Anschluss an den Krieg wurde auf der Konferenz von Lausanne die zwangsweise Umsiedlung der Bevölkerung zwischen der Türkei und Griechenland beschlossen: etwa 500.000 Türken mussten Griechenland verlassen, umgekehrt etwa 1,5 Millionen Griechen die Türkei, wobei die Griechen in Istanbul und die Muslime in Westthrakien davon ausgenommen waren. Damit endete die 3.000 Jahre alte griechische Siedlungsgeschichte in Kleinasien.
Ebenfalls in Lausanne wurden am 24. Juli 1923 die Bestimmungen des Vertrages von Sèvres revidiert. Mit dem Vertrag wurden die bis heute gültigen Grenzen des neuen Staates (bis auf den Sandschak Alexandrette) völkerrechtlich anerkannt. Gleichzeitig wurde die wechselseitige Vertreibung der Minderheiten legalisiert. Nachdem alle ausländischen Militäreinheiten Anatolien verlassen hatten, rief Mustafa Kemal Pascha am 29. Oktober 1923 die Republik aus.

## Veröffentlichung durch die Bolschewiki
Die Oktoberrevolution von 1917 führte dazu, dass Russlands Ansprüche am Osmanischen Reich verworfen wurden. Die bolschewistische Regierung veröffentlichte daraufhin den Inhalt des geheimen Sykes-Picot-Abkommens am 23. November 1917 in den russischen Tageszeitungen Prawda und Iswestija. Drei Tage später erschien der Inhalt des Abkommens auch in der britischen Tageszeitung The Guardian. Die Veröffentlichung löste große Verärgerung unter den Entente-Mächten und wachsendes Misstrauen bei den Arabern aus.

## Wirkung
Das Gebiet um Mosul, das gemäß dem Abkommen zur französischen Zone gehörte, wurde kurz vor dem Ende des Krieges durch britische Truppen besetzt, wie auch der größte Teil Syriens. Die Anführer der Arabischen Revolte aus der Dynastie der Haschemiten beanspruchten diese Gebiete für den ihnen von den Briten versprochenen arabischen Staat. Hierüber kam es zum Konflikt mit Frankreich.
Auf der Konferenz von Sanremo vom 19. bis 26. April 1920 und mit dem Churchill-Weißbuch von 1922 wurden Versuche unternommen, diese Probleme zu lösen. Im Ergebnis wurde festgestellt, dass Palästina ein Teil der ausgenommenen Gebiete war („Syrien westlich des Bezirks von Damaskus“). Die Hauptpunkte des Sykes-Picot-Abkommens wurden auf der Konferenz bestätigt, auf der die drei Völkerbundmandate beruhen, die am 24. Juli 1922 ratifiziert wurden. Das Gebiet um Mosul wurde von Frankreich Großbritannien im Gegenzug für eine Beteiligung an den reichen Ölvorkommen überlassen. In Syrien setzte sich Frankreich im Juli 1920 militärisch gegen den vom Syrischen Nationalkongress gewählten König Faisal ibn Hussein durch.
Der Vertrag von Sèvres vom 10. August 1920, einer der Pariser Vorortverträge, legte fest, dass die Unabhängigkeit der ehemals unter osmanischer Herrschaft stehenden arabischen Länder anerkannt würde, wenn diese das „Mandat“ eines Staates akzeptieren würden. Großbritannien erhielt das britische Mandat Mesopotamien auf dem Gebiet des heutigen Irak sowie das Völkerbundsmandat für Palästina, welches den südlichen Teil der osmanischen Provinz Syrien (Syrien, Palästina und Jordanien) umfasste, während Frankreich das Völkerbundmandat für Syrien und Libanon auf dem restlichen Gebiet des osmanischen Syriens (das moderne Syrien und Libanon sowie der Sandschak Alexandrette, die heutige türkische Provinz Hatay) zugesprochen wurde.
Vor dem Ersten Weltkrieg hatten noch fünf bis sechs europäische Großmächte ihre Interessen im Nahen Osten verfolgt, teilweise auch gegeneinander. Danach waren Russland, Deutschland und Österreich-Ungarn dazu nicht mehr in der Lage. In der Folge waren große Teile des Nahen Ostens für mehrere Jahrzehnte uneingeschränkt britisch-französisches Einflussgebiet.
Das Abkommen wird heute als eine Ursache für Konflikte in der Region genannt. Rücksicht auf ethnische und kulturelle Strukturen wurde bei der Grenzziehung nicht genommen. Die Kolonialherren waren nicht in der Lage, eine stabile Ordnung für die dort lebenden Völker zu etablieren.